# 1302
1302. је била проста година.

## Догађаји
- 27. јул — Битка код Бафеона
- Приказ битке код Куртреа, из Великих хроника Француске.11. децембар — фламанска грађанска милиција потукла француске витезове у бици код Куртреа

## Смрти
- Валдемар I Биргерсон

- Гертруда Велика

- Евдокија Палеологина

- Констанца од Сицилије, краљица Арагона
- Констанца Угарска

- Роберт II од Артоа

- Чимабуе

- Јурај I Шубић